# Seconda venuta
La seconda venuta o parusìa (dal greco παρουσία, parusía = "visita ufficiale", "arrivo"), anche detta secondo avvento o, più estesamente, seconda venuta di Cristo, è, nel cristianesimo, la certezza nella seconda manifestazione di Gesù in un tempo imprecisato, a seguito della quale verrebbe portata a compimento la redenzione del mondo. Si tratta di uno dei dogmi di fede su cui si basa il cristianesimo e che ha attraversato tutta la storia fino al periodo attuale, ed è stata oggetto di studi sia teologici che antropologici e sociologici.

## Nel Nuovo Testamento
Nelle parole degli angeli, la modalità dell'Assunzione di Cristo al cielo in anima e corpo è la stessa della seconda venuta:
(Atti, 1,8-11)
(Vangelo di Matteo 24,27)
Secondo il Nuovo Dizionario Teologico di Herbert Vorgrimler: "Il Nuovo Testamento vede la parusia come l'evento conclusivo della catastrofica «fine del mondo», annunciata da molti segni premonitori (Mc. 13 par.), cioè come la venuta del Figlio dell'uomo «sulle nubi con grande potenza e gloria» (Mc 13,26), oppure come discesa di Gesù Cristo dal cielo (1Ts 4,16s). Lo scopo immediato di questa venuta è la celebrazione del giudizio escatologico". La seconda venuta, così intesa, realizza l'attesa di una figura vittoriosa diffusa in alcuni ambienti giudaici (cfr. messia ed escatologia ebraica).

## Nella teologia moderna
Nella teologia attuale si sono aperte diverse prospettive che si riflettono sul concetto di seconda venuta. In una di queste la seconda venuta non sarebbe un evento conclusivo, che accade all'improvviso simultaneamente per tutta l'umanità, ma un processo di compimento della storia dell'umanità in cui il Risorto diventa palese a tutti perché ognuno raggiunge definitivamente il termine della propria salvezza o perdizione e «"ritorna" in quanto tutti giungono a lui».
Secondo un'altra prospettiva il giudizio finale costituisce un momento di effusione di "amore misericordioso e salvifico", perdendo le caratteristiche intimidatorie della pastorale tradizionale, e la seconda venuta, pur restando un evento conclusivo della storia, diventa l'inizio di questa fase.

## Nell'Apocalisse
L'Apocalisse di Giovanni descrive le vicende escatologiche in modo più articolato e non univocamente armonizzabile con gli altri testi del Nuovo Testamento. Secondo questo libro sulla Terra verrà instaurato il regno di Dio (cfr. Ap 19,6), in cui il suo Verbo (cioè Cristo) sconfiggerà il male e assieme ai suoi martiri "governerà con scettro di ferro" .Questa frase in Ap 19,15 è una citazione del salmo 2,9 e sostanzialmente ha la funzione di identificare il messia atteso dagli ebrei con Cristo, Verbo di Dio. Questa battaglia è essenzialmente di tipo etico.  Al termine di questo periodo seguirà l'ultima battaglia contro Satana e infine la risurrezione di tutti i morti per il giudizio finale, grazie al quale sarà eliminato il male e creato un mondo nuovo dove i giustificati godranno la vita eterna.
Secondo la normale esegesi cattolica, ortodossa e protestante l'instaurazione del Regno di Dio ha già avuto luogo in occasione della prima venuta di Cristo e i mille anni descrivono simbolicamente il tempo successivo, nel corso del quale il vangelo viene annunciato a tutte le nazioni. La seconda venuta quindi si situa al termine di questo periodo intermedio.
Nell'ambito, invece, delle confessioni evangelicali, in cui prevale l'interpretazione letterale dei testi biblici, si ritiene che prima della fine del mondo Cristo scenda nuovamente in Terra per instaurare un regno di pace e di giustizia (cfr. millenarismo). Solo dopo questa "parusia intermedia" e il successivo regno millenario avrebbe luogo l'"ultimo avvento".

## Cultura di massa
La seconda venuta è un tema che ha suscitato l'interesse di artisti, scienziati, teologi e i tentativi di interpretazione più diversi. A titolo esemplificativo:
- Nel 1919 il premio Nobel Yeats ha scritto una poesia dedicata all'argomento: The Second Coming.
- Il matematico e teologo John Craig nella sua opera Theologiae Christianae Principia Mathematica del 1698 tentò di determinare probabilisticamente la data della seconda venuta e ottenne la data del 3150.
- Il rastafarianesimo, movimento religioso millenarista, vede la seconda Venuta del Signore nell'intronizzazione del "re dei re" Haile Selassie I.
- Secondo le rivelazioni degli Scritti sacri della Fede bahá'í, la seconda Venuta di Cristo  è avvenuta attraverso Bahá'u'lláh (Teheran, 12 novembre 1817 – San Giovanni d'Acri, 29 maggio 1892). È il fondatore della Fede bahá'í.